# Thelairosoma triste
Thelairosoma triste är en tvåvingeart som beskrevs av Louis-Paul Mesnil 1970. Thelairosoma triste ingår i släktet Thelairosoma och familjen parasitflugor.
Artens utbredningsområde är Madagaskar. Inga underarter finns listade i Catalogue of Life.